# Грабац (Клина)
Грабац (алб. Grabc) је насељено место у општини Клина, на Косову и Метохији. Према попису становништва из 2011. у насељу је живело 206 становника.

## Положај
Село у Прекорупљу, удаљено 8 km северно од Клине.

## Историја
Помиње се као заселак Јелашнице (данашње Јошанице) Градислава Тепчије, територијалног господара. Заселак је кнез Лазар 1380. године даривао болници манастира Хиландара у Светој Гори. У турском попису Области Бранковића, село је имало 39 српских домова и попа Радислава, односно своју цркву и парохију. У селу је била стара црква Св. Тројице чији су остаци са часном трпезом у олтарском простору били сачувани. Село су Албанци јуна месеца 1999. опљачкали, попалили, разорили све српске куће и све српске породице протерали. 

## Становништво
Према попису из 2011. године, Грабац има следећи етнички састав становништва:
| Националност | 2011.        |
| Албанци      | 174 (84,47%) |
| Египћани     | 32 (15,53%)  |
| Укупно       | 206          |

| Демографија | Демографија | Демографија |
| Година      | Становника  | Становника  |
| ----------- | ----------- | ----------- |
| 1948.       | 212         |             |
| 1953.       | 227         |             |
| 1961.       | 275         |             |
| 1971.       | 330         |             |
| 1981.       | 330         |             |
| 1991.       | 390         |             |
| 2011.       | 206         |             |